# Карпинский, Владимир Васильевич
Владимир Васильевич Карпинский (1885 — не ранее 1936) — участник Белого движения на Юге России, командир бронепоездов «Единая Россия» и «Грозный», полковник.

## Биография
Сын полковника 9-го стрелкового полка Василия Павловича Карпинского. Уроженец Подольской губернии.
Окончил Владимирский Киевский кадетский корпус (1903) и Михайловское артиллерийское училище (1905), откуда выпущен был подпоручиком в 14-ю артиллерийскую бригаду. Произведен в поручики 29 августа 1908 года, в штабс-капитаны — 31 августа 1912 года.
В Первую мировую войну вступил с 14-й артиллерийской бригадой. За боевые отличия был награждён всеми орденами до ордена Св. Владимира 4-й степени. Произведен в капитаны 19 мая 1915 года «за отличия в делах против неприятеля». На 13 июня 1917 года — в том же чине в той же бригаде.
В Гражданскую войну участвовал в Белом движении в составе Добровольческой армии и ВСЮР. Произведен в полковники с 27 января 1919 года. 7 апреля 1919 года назначен командиром бронепоезда «Единая Россия», 3 ноября 1919 года — командиром бронепоезда «На Москву», а 23 марта 1920 года — командиром бронепоезда «Грозный». Последнюю должность занимал и в Русской армии с 17 мая 1920 года до эвакуации Крыма. Галлиполиец.
В 1922 году — в Константинополе, осенью 1925 года — в составе 6-го артдивизиона в Болгарии. В эмиграции там же. Состоял членом Общества галлиполийцев, в 1931—1936 годах возглавлял группу 6-го артдивизиона в Болгарии (София). Дальнейшая судьба неизвестна.

## Награды
- Орден Святого Станислава 3-й ст. (ВП 3.02.1914)
- Орден Святой Анны 2-й ст. с мечами (ВП 21.02.1915)
- Орден Святого Станислава 2-й ст. с мечами (ВП 21.02.1915)
- Орден Святой Анны 4-й ст. с надписью «за храбрость» (ВП 24.09.1915)
- Орден Святой Анны 3-й ст. с мечами и бантом (ВП 27.05.1916)
- Орден Святого Владимира 4-й ст. с мечами и бантом (ПАФ 13.06.1917)
- старшинство в чине капитана с 27 ноября 1913 года (ВП 2.12.1916)